# Orbán József (pedagógus)
Orbán József (Nagybarca, 1818. november 21. – Debrecen, 1896. november 4.) pedagógus.

## Élete
Orbán István néptanító és Kazay Éva fia. Tanulmányait otthon kezdte, 1830-ban Sárospatakra ment a gimnázium első osztályába. Apja korán meghalt, így kénytelen volt a szolgaság kenyerén tartani fenn magát; de azért szorgalmasan tanult és csakhamar az elsők közé küzdötte föl magát és a gimnáziumi utolsó vizsgálaton a legjobb latin munkára kitűzött jutalmat 110 pályatársa közt ő nyerte el. 1837 júliusában az akadémiába lépett és ezzel egyszersmind anyagi sorsa is jobbra fordult. Nevelőséget kapott a Kölcsey, majd a Sziráky, Csajkos és Péchy családok gyermekei mellett. E helyzetében néhány év alatt 400 váltóforintot takarított meg, mely összegen az 1842-1843. iskolai évet, a német nyelv gyakorlati elsajátítása végett, Iglón és Szepesolasziban töltötte. Innét visszatérvén, folytatta tanulását és az önképzőkör alelnökévé választatott.
1844-45-ben a IV. gimnáziumi osztály köztanítóságát bízta rá az iskolai hatóság. 1845-ben az akadémiában alkalmazták mint a görög nyelv és irodalom segédtanárát, majd a szépműegylet (önképzőkör) elnöke és 1847-ben senior lett. 1848 februárjában háromezer váltóforint megtakarított pénzzel és a Bárczy-alapból részére kiutalványozva két évi kamattal megindult külföldre, de a párizsi, majd a márciusi mozgalmak visszatartották Pesten. Itt érte Palóczy Lászlónak, a miskolci református egyház és iskola főgondnokának levele, melyben tudatja; hogy Miskolcra választották rendes tanárnak a református gimnázium IV. osztályához; május 5-én hivatalába beállott és a tanítást megkezdte. A kápláni vizsgát is letette, azonban mindvégig a tanári pályán maradt.
A szabadságharc, bár rövid időre, őt is magával sodorta; részt vett mint önkéntes a felsővidék csatáiban. De 1849 tavaszán visszatért tanári székébe. A szabadságharc után változván az iskolai rendszer, Orbán különböző osztályokban hol klasszikus nyelveket, majd történelmet, hol egy osztály minden tantárgyát tanította, míg végül a görög nyelvben állandósították 1858-tól 1861-ig. 1861-ben Sárospatakra választották a gimnázium IV. osztályához és ugyanekkor a VII. és VIII. osztályban a görög irodalmat is tanította. 1862. szeptemberben akadémiai tanár lett az egyetemes történelem; oklevéltan és latin irodalomból; 1863. szeptember 15-én foglalta el tanszékét. 1875-ben a sárospataki jogakadémia a miniszteri szabályzat értelmében újra szerveződött, a latin irodalom és oklevéltan előadásától fölmentették és az egyetemes európai jogtörténelem és magyar alkotmánytörténelem előadásával bízták meg.
1891-ben lépett nyugalomba és 1895 tavaszán rokonaihoz Debrecenbe költözött, ahol 1896. november 4-én meghalt.
Kiváló tanár és tankönyvíró volt. Népiskolák számára írt Természettana és Magyarország története igen sok kiadást ért meg. Tudományosabb jellegű dolgozatai különféle folyóiratokban, főleg a Sárospataki Füzetekben jelentek meg.

## Művei
- Népszerű természettan népiskolák számára. Krüger János után. Sárospatak, 1859: (Népiskolai Könyvtár VIII. 2. kiadás 1861., 3. k. 1867., 5. jav. k. Vezérkönyvül néptanítók és olvasókönyvül népiskolai növendékek számára, 1869. ism. Prot. Egyh. és Isk. Lap, 6. k. 1872. Rövid természettan kérdésekben és feleletekben. Sárospatak, 7. k. Sátoralja-Ujhely, 1874., 10. jav. k. 1886., 12. jav. kiad. 1892., 13. jav. k. 1895.).
- Gymnasiumi tanterv, a szántói tanterv alapján, a sárospataki gymnasiumhoz alkalmazva. Sárospatak, 1862.
- A világtörténelem feladata s a történész viszonya a történelemhez. Sárospatak, 1864. (Székfoglaló 1863-ban. Különnyomat a Sárospataki Füzetekből).
- Egyetemes történelem vázlata akadémiai ifjak számára, kézirat helyett: Sárospatak, 1864.
- Vezérkönyv az egyetemes és hazai történelem tanítására, népiskolai tanítók részére. Sárospatak, 1870.
- Magyarország története népiskolák számára. Sárospatak, 1864. (Népiskolai Könyvtár VII, 10. k. 1875., 14. k. 1880. Sárospatak.).
- Kézikönyv az egyetemes és hazai történelem tanítására népiskolai növendékek számára életrajzi irányban. Sárospatak, 1870. (Népiskolai Könyvtár X. 2. átdolg. kiadás. Sárospatak, 1882. Ismert. Prot. Egyh. és Isk. Lap, 4. k. 1898. Sárospatak.).
- Emlékbeszéd Molnár István akadémiai tanár felett, Sárospatak, 1875.
- Emlékbeszéd mélt. Bernáth Zsigmond úr felett. Sárospatak, 1882.
- A sárospataki énekkar története százéves emlékünnepélyére. Sárospatak, 1882. (Ism. Prot. Egyh. és Isk. Lap).
- Az alapok és alapítványok jogi természetéről. Sárospatak, 1882. (Előbb a Prot. Egyh. és Iskolai Lapban).
- Autonomia és államsegély. Sárospatak, 1884. (Ism. Prot. Egyh. és Isk. Lap).